# Senigallia
Senigallia (S'nigaja in dialetto senigalliese) è un comune italiano di 43 768 abitanti della provincia di Ancona nelle Marche.
La zona di Senigallia costituisce il confine linguistico fra le lingue gallo-italiche e i dialetti italiani mediani.

## Geografia fisica

### Territorio
(Niccolò Machiavelli, Descrizione del modo tenuto dal Duca Valentino nello ammazzare Vitellozzo Vitelli, Oliverotto da Fermo, il Signor Pagolo e il duca di Gravina Orsini)
Sorge sulla costa medio-adriatica alla foce del fiume Misa. Il suo territorio è prevalentemente pianeggiante, ma circondato da colline digradanti verso il mare. Il centro storico ricalca l'impostazione urbanistica della città romana che fu fondata su una collina a sud del fiume Misa.

### Clima
Il clima è di tipo sublitoraneo o meno frequentemente di tipo mediterraneo. In inverno il clima è freddo e umido (media gennaio 5 °C), d'estate è caldo e afoso (media agosto 24,1). La piovosità media si attesta sui 797 mm periodo primavera e autunno, ma con maggiore probabilità in gennaio e febbraio. Gli eventi con nevicate sono o assenti o si restringono solitamente a 3-5 giorni all'anno e gli spessori del manto nevoso al suolo di norma entro i 20 cm.

## Storia

### Periodo preromano[8]
Il nome Senigallia fa riferimento ai galli senoni che nel IV secolo a.C. fondarono il primo nucleo cittadino.
Fino agli inizi del XX secolo la grafia più diffusa anche in lingua italiana era Sinigaglia, come attestato da Dante (Paradiso XVI, v. 75), da Carducci (Il canto dell'amore), la Gazzetta Ufficiale del Regno d'Italia e tanta altra produzione minore. Peraltro nella stessa epoca vi erano varianti come Sinigallia attestato non solo in epoca medioevale, ma anche nel 1860, ed anche Senigallia, che poi ha prevalso.

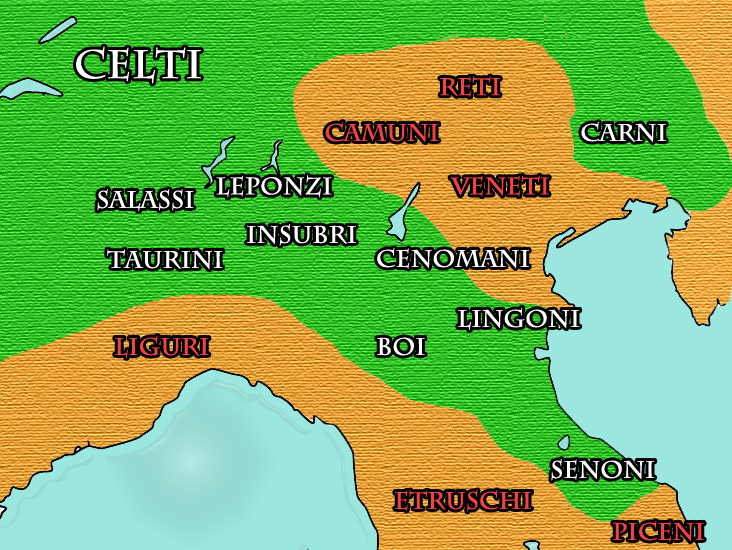
Cartina dei territori celtici in Italia

Senigallia venne fondata tra il 389 e il 383 a.C. dalla tribù gallica dei Senoni che si erano stanziati nel nord delle Marche fino alla valle del fiume Esino, nell'attuale provincia di Ancona: probabilmente la scelta, fatta secondo la leggenda dal capo tribù Brenno, fu dettata dalla presenza di una bassa collina fronteggiante il mare e dominante il guado esistente. Da qui, definita la "capitale" dei Galli in Italia, alla guida di Brenno si mossero contro Roma vincendone gli eserciti e ritirandosi solo dopo il pagamento di un pesante tributo.
La testimonianza più importante di questo periodo è l'abitato Piceno con annessa necropoli presso Montedoro di Scapezzano. Il sito è stato esplorato dal 1982 al 1990 (soprattutto grazie al lavoro della maestra Luigina Pieroni), anche se già da inizio XX secolo se ne intuiva l'importanza.
L'area è delimitata da scarpate naturali e da un grande fossato artificiale atto a creare un unico ingresso difendibile all'abitato, posto a 100 m s.l.m. in un pianoro dove attualmente sorge la piccole chiesetta omonima. Gli scavi qui condotti hanno portato alla luce diverse capanne datate VIII sec. a.C. poi sostituite da fornaci produttive, insieme a queste è stata scoperta una grande area funeraria con diverse sepolture che vanno dal periodo Piceno a quello Romano.

### Città romana[8]
Dopo la battaglia di Sentino (295 a.C. circa) i romani ebbero il definitivo controllo sulla Campania, l'Etruria, l'Umbria e appunto il territorio tra il fiume Esino e il fiume Montone popolato dai Galli Senoni che fu denominato da quel momento Ager Gallicus.
Nel 284 a.C., su spinta del Console Manio Curio Dentato (che vinse Pirro a Benevento), i romani istituirono la colonia romana di Sena Gallica, la prima sull'Adriatico, al posto di quella che era la "capitale" dei galli in Italia, per distinguerla dall'altra colonia Sena (ora Siena) situata in Etruria, l'attuale Toscana.
Nel 207 a.C. la città fu base di partenza delle truppe romane che infersero un duro colpo ai cartaginesi sulle rive del fiume Metauro sconfiggendo in battaglia Asdrubale Barca, fratello di Annibale, che stava accorrendo in suo aiuto.
Nella riorganizzazione Augustea dell'Italia, Sena Gallica venne accorpata insieme a parte dell'Ager Gallicus nella Regio VI Umbria.

### Periodo bizantino e Medioevo[22]

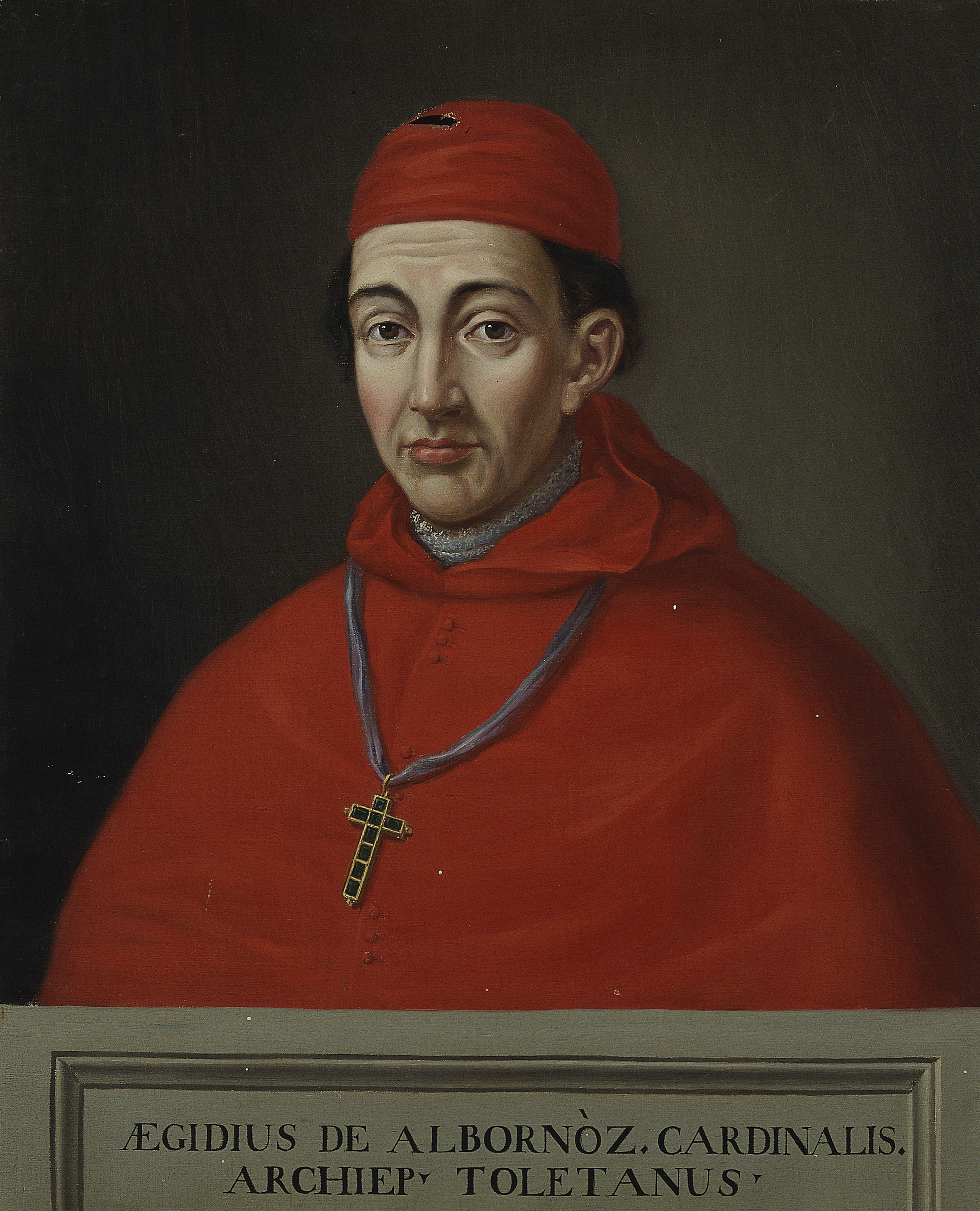
Egidio Albornoz, il cardinale che ordinò la bonifica della palude di Senigallia e il rinforzo del fortilizio

La città venne saccheggiata dai visigoti di Alarico I nel 400.
Successivamente nel 551 nelle acque antistanti si combatté la Battaglia di Sena Gallica, importante scontro navale avvenuto durante la Guerra Gotica tra Bizantini (Impero Romano d'Oriente) e Goti.
Con l'invasione longobarda d'Italia del 568, la città rimase sotto dominio bizantino a diretto controllo dell'Esarcato di Ravenna, costituendo assieme con Ancona, Fanum Fortunae (Fano), Pisaurum (Pesaro) e Ariminum (Rimini) la cosiddetta Pentapoli bizantina e seguendone tutte le vicende storiche fino alla donazione della Pentapoli al dominio del Papa di Roma.
Istituiti già da tempo la diocesi e il vescovado, la città conobbe un interessante sviluppo anche economico, che vide l'istituzione della cosiddetta Fiera della Maddalena attorno al XIII secolo. Ma durante il Basso Medioevo si scontrò con gli interessi delle città vicine, in particolare Fano, Jesi ed Ancona a causa delle lotte tra fazioni guelfe e ghibelline in Italia. Senigallia venne conquistata e in gran parte distrutta dalle truppe di Manfredi di Sicilia, che ne fece abbattere le mura.
A peggiorare la situazione contribuì la presenza a sud della città di una vecchia salina che, abbandonata a se stessa, divenne una malsana e insalubre palude salmastra: questi eventi ridussero la città a poco più di un borgo arroccato attorno ad un vecchio fortilizio edificato sui resti di un'antica torre di avvistamento romana. Dello stato di Senigallia e di altre città Dante traccia la morale storica nel canto XVI del Paradiso.
Senigallia (al tempo nota come Sinigaglia o Sinigallia) sopravvisse all'abbandono fin quando papa Gregorio XI decise durante il suo papato (1370 - 1378) di riportare la sede papale a Roma da Avignone, (dopo il periodo della Cattività Avignonese). Delegò il cardinale Egidio Albornoz a restaurare l'autorità pontificia nel territorio dello Stato Pontificio: quest'ultimo visitò anche "il borgo" e decise una serie di lavori da realizzare, in particolare l'inizio della bonifica della palude salmastra sorta al posto delle antiche saline ed il rinforzo del fortilizio che era ancora un'utile torre d'avvistamento sul mare.

### I Malatesta[22]

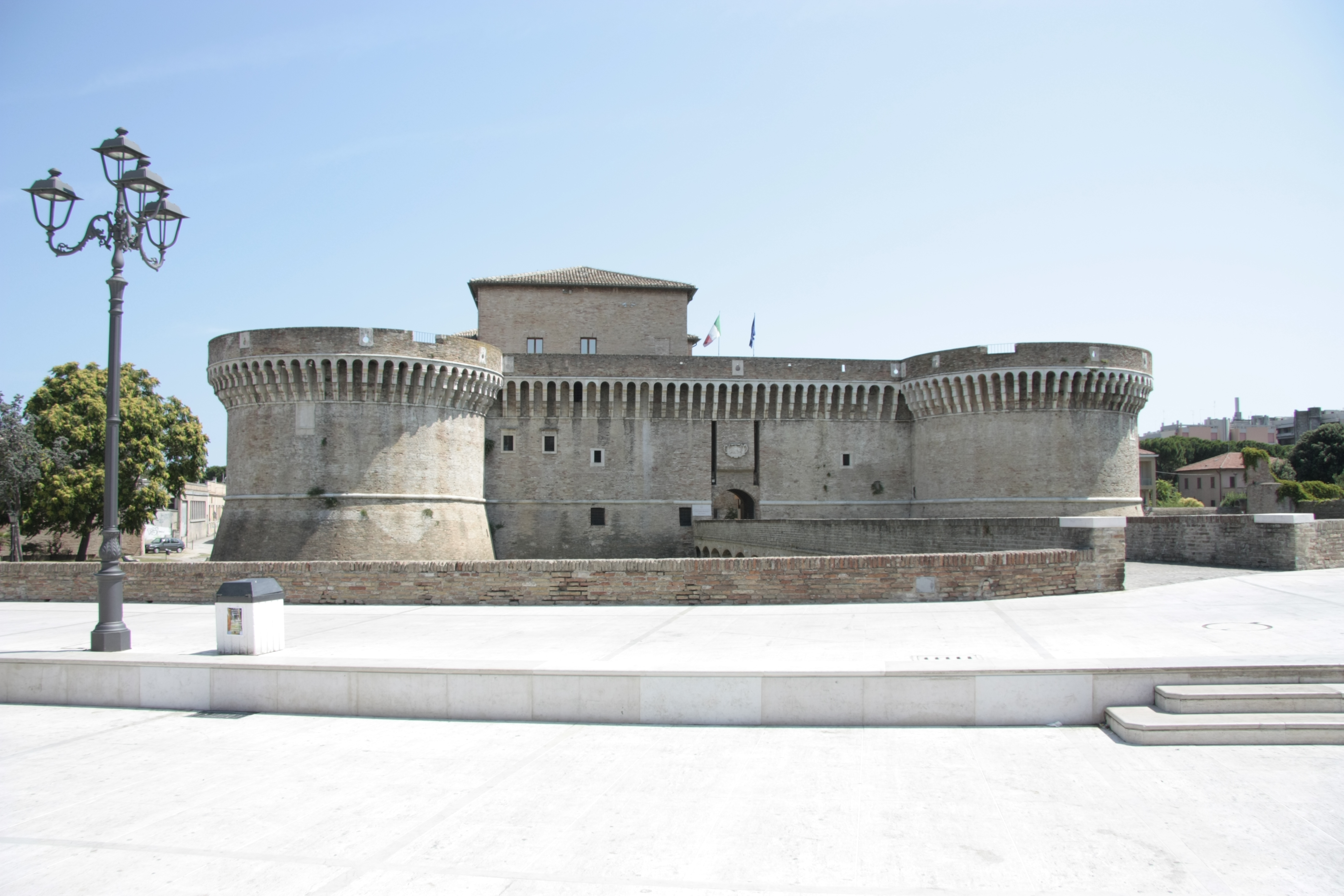
La Rocca Roveresca, ultimata nel 1480 da Baccio Pontelli con l'influenza di Luciano Laurana

Nella prima metà del XV secolo la città, che stava lentamente continuando a riprendersi, finì nell'interesse e dominio della famiglia riminese dei Malatesta grazie alla sua particolare posizione strategica pressoché equidistante tra Pesaro ed Ancona.
Fu proprio Sigismondo Pandolfo Malatesta in particolare ad interessarsi a Senigallia, tanto da essere considerato il "rifondatore" della città. Decise la ricostruzione della cinta muraria e dei bastioni difensivi, seguendo in parte il vecchio tracciato delle mura abbattute e realizzando così una città fortificata dalla forma rettangolare, secondo un progetto che aveva come base il cardo ed il decumano della città romana e duecentesca ed inglobando nelle nuove difese il fortilizio fatto realizzare dall'Albornoz, che da questo momento divenne il nucleo su cui successivamente verrà edificata la Rocca Roveresca.
Oltre a rinnovare la città era necessario ripopolarla e svilupparla, per questo Sigismondo diede nuovo impulso alla vecchia Fiera della Maddalena e stabilì delle agevolazioni fiscali per chi desiderasse trasferirsi nella "nuova città", attirando in questo modo molta gente dalle varie parti d'Italia. Tra questi il nucleo della successiva comunità ebraica che aiutò a dare nuova linfa ai commerci della città.
La ricostruzione era però così costosa da costringere il Malatesta a contrarre debiti con il papa Pio II, che per questo gli tolse il possesso della città per passarla ad Antonio Piccolomini. La nomina a Papa di Sisto IV farà trasferire il controllo di Senigallia a Giovanni della Rovere, nipote del pontefice, che assunse il titolo di Duca: di questo passaggio rimane ancora segno nelle scritte IO DVX IO PRE [Giovanni, duca (di Sora ed Arce) e prefetto (di Roma)] incise nelle pietre all'interno della Rocca detta appunto "roveresca".
Negli anni successivi Giovanni della Rovere sposerà Giovanna da Montefeltro, figlia di Federico, capo dell'antica e prestigiosa famiglia che dominava sulla città di Urbino e tutto il nord delle Marche. Giovanni morirà nel 1501 dopo 27 anni, lasciando la città ammodernata, creando un Catasto, allargando la cinta muraria e dando vita alla Rocca per difendersi dal lato del mare e perfezionando i lavori di bonifica della palude. Della Rocca si occupano gli architetti Gentile Veterani (che progettò il rivellino), Luciano Laurana (autore di varie modifiche agli interni) e Baccio Pontelli (ideatore dei quattro torrioni posti agli angoli della struttura). Quest'ultimo si impegnò anche nel progettare un nuovo convento e la Chiesa di Santa Maria delle Grazie, iniziata nel 1491.

### Il governo di Cesare Borgia e il ritorno dei Della Rovere[22]

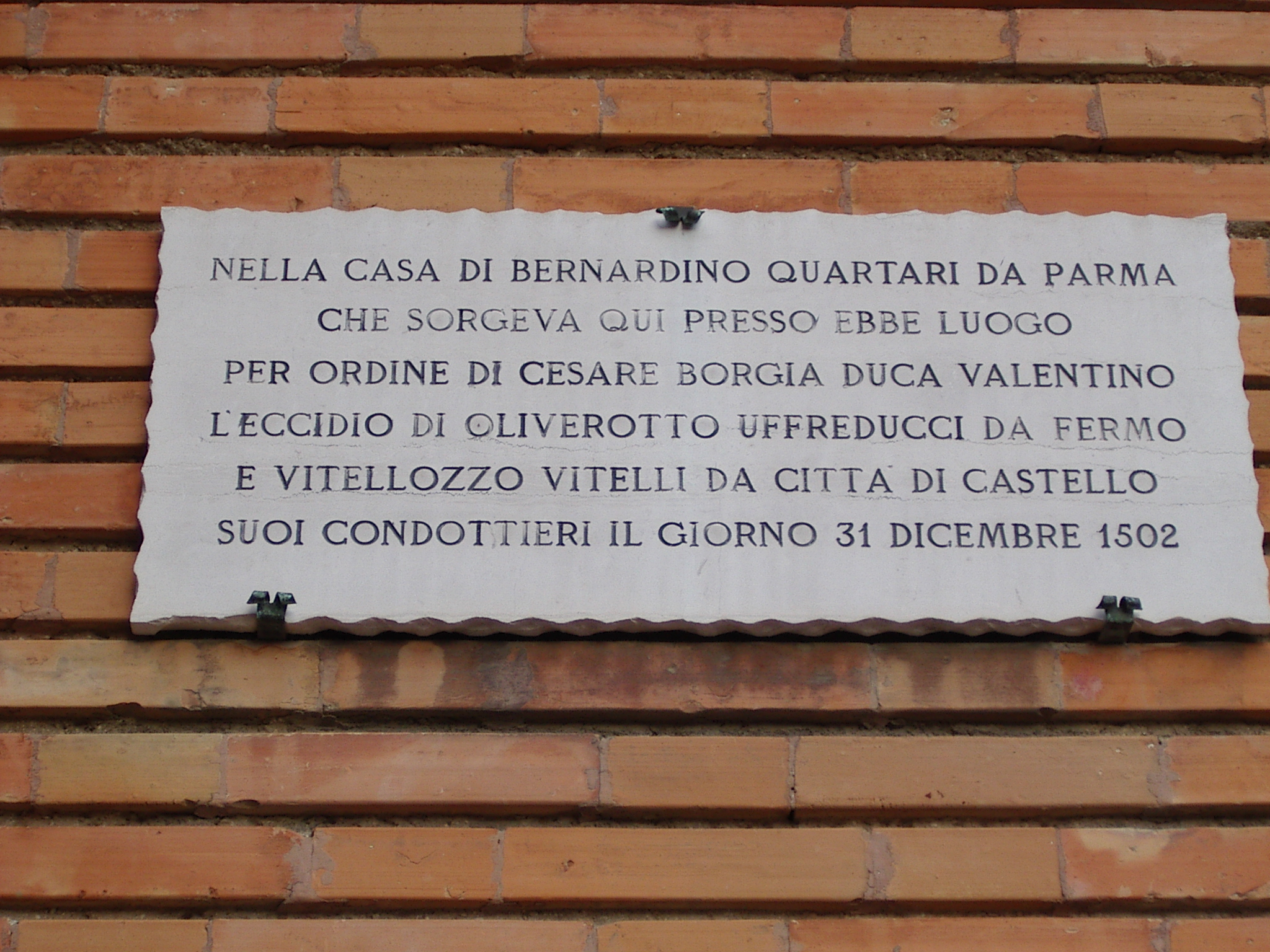
Targa che commemora la strage di Senigallia in cui furono uccisi Oliverotto da Fermo e Vitellozzo Vitelli

A cavallo tra XV e XVI secolo Senigallia cadde brevemente sotto il dominio di Cesare Borgia, passato alla storia come il duca Valentino, descritto come esempio di homo novus ne Il Principe di Machiavelli. In pochi anni, assecondato da suo padre papa Alessandro VI, riuscì a creare un dominio personale che andava dall'attuale Romagna fino a parte del nord delle Marche, diventando di fatto una potenza locale.
Divenne celebre in questo contesto, passando alle cronache storiche (Machiavelli), un incontro offerto dal duca Valentino ai suoi antichi alleati, ma poi traditori e avversari della zona, i quali finalmente ravvedutisi e concilianti furono invitati cortesemente in città al fine di giungere ad un accomodamento stabile e pacifico. La vicenda si concluse, invece, con una spietata vendetta nota come strage di Senigallia (31 Dicembre 1502), in cui il duca fece proditoriamente arrestare e quindi uccidere i suoi ospiti dal suo séguito di armigeri.
L'esperienza del Valentino si concluse presto, nel 1503, quando una semplice malattia gli impedì di partecipare agli intrighi per l'elezione del nuovo Papa successore del suo defunto padre. Al soglio di Pietro salì Giulio II della Rovere, il quale gli tolse i domini fin qui ottenuti restituendoli ai propri parenti.
Infatti, dal matrimonio di Giovanni della Rovere e Giovanna da Montefeltro era nato nel frattempo (1490) Francesco Maria I della Rovere, che verrà adottato dall'ultimo duca del Montefeltro, Guidobaldo, e unirà i domini delle due famiglie diventando Duca di Urbino nel 1508 e Signore di Senigallia.

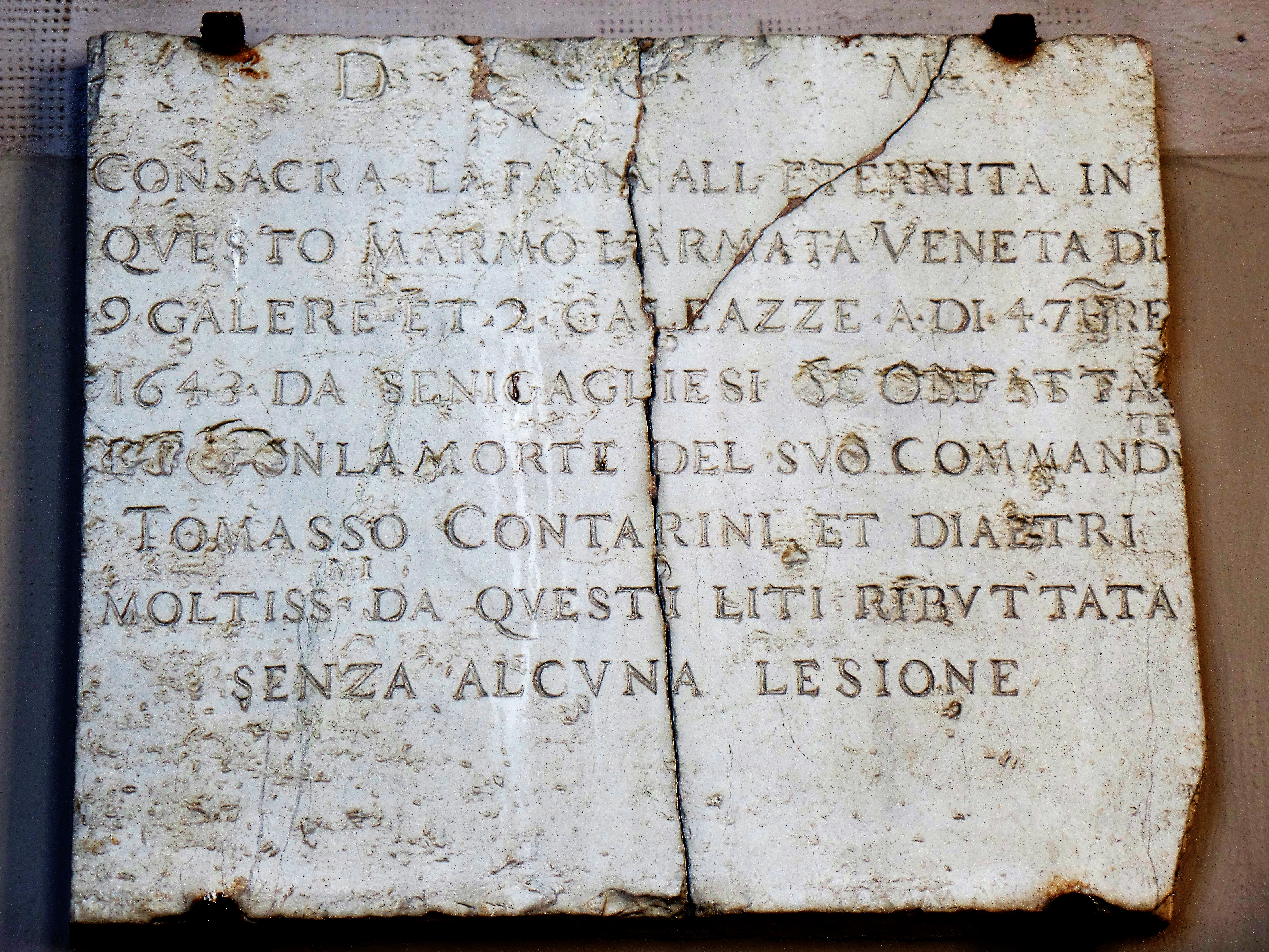
Senigallia Comune targa 1643, episodio guerra per il Ducato di Castro,.

Da questo momento i Della Rovere governarono sul Ducato di Urbino (con Pesaro) e su Senigallia fino alla morte dell'ultimo maschio della dinastia, avvenuta nel 1631: in base alla legge salica, con la mancanza di un erede maschio il ducato fu reintegrato nei domini diretti del papato. Fu costruito il palazzo ducale, il palazzo comunale, la chiesa della Croce e si incluse nella cinta muraria pentagonale parte della riva sinistra del fiume Misa, cioè il quartiere del porto.
Nel frattempo la Fiera della Maddalena, poi divenuta Fiera franca (in quanto non si pagavano dazi doganali), si era imposta come una delle fiere più importanti del paese, con scambi di merci provenienti da ogni angolo del Mediterraneo.

### Settecento[22]

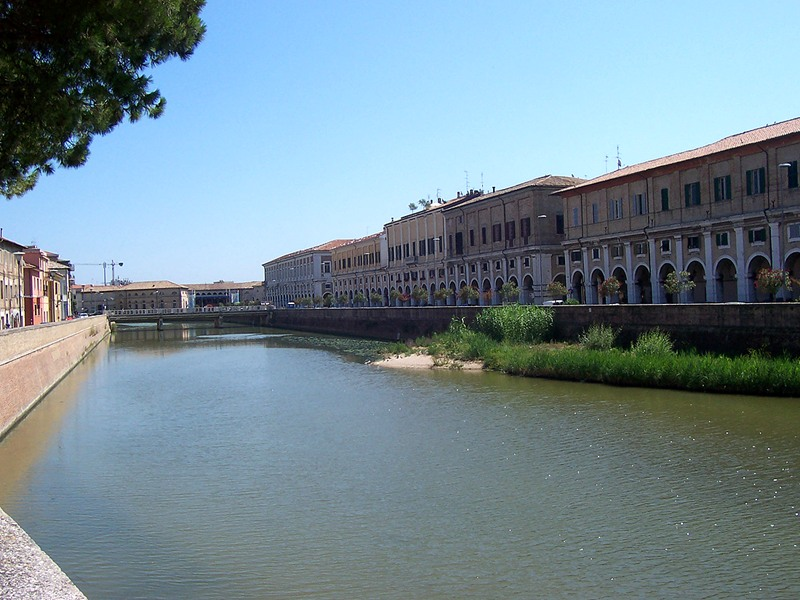
I portici fatti costruire dal cardinale Ercolani

Nel Settecento la Fiera aveva preso così il sopravvento nelle attività commerciali cittadine (erano presenti 14 consolati esteri per proteggere gli interessi dei mercanti) che si dovette provvedere ad un primo ampliamento della città, abbattendo il tratto delle mura che costeggiavano la riva destra del fiume Misa, per realizzare i primi portici, dedicati al cardinale Luigi Ercolani che seguì i lavori.

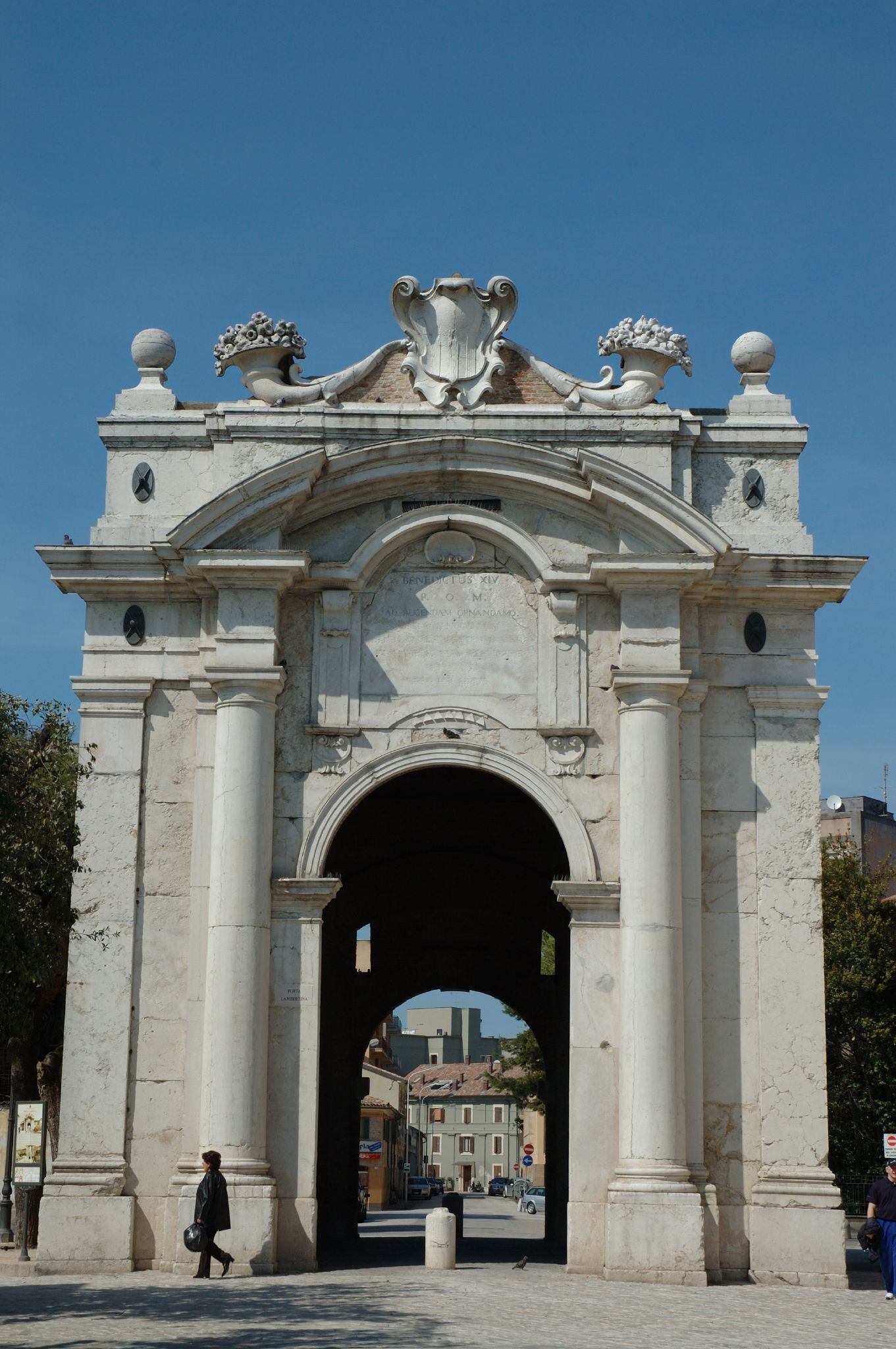
La Porta Lambertina.

A questo primo ampliamento, ritenuto non sufficiente, sempre nel Settecento ne seguì un altro che vide l'edificazione dell'ultima parte del centro storico per arrivare alla conformazione attuale fino all'attuale caserma della Polizia di Stato, e dai portici costeggianti il fiume (che vennero proseguiti fino al ponte vicino alla nuova Cattedrale di San Pietro apostolo, iniziata nel 1762) fino all'attuale viale Leopardi. Il progetto nelle intenzioni prevedeva pure l'estensione delle mura sulla sponda sinistra del fiume e la realizzazione di nuovi isolati cittadini e del nuovo porticato lungo tutta la sponda sinistra del Misa, ma dato l'eccessivo costo di tutti questi interventi si decise per un loro ridimensionamento. Su uno dei bastioni verso sud, ingrandito dai lavori di ampliamento, venne realizzato il teatro cittadino "La Fenice", omonimo del più famoso teatro veneziano.
Si segnala come semplice nota che in un primo tempo si prese in considerazione l'ipotesi di ingrandire la città "allungandola" verso Ancona ma l'idea venne scartata: avrà comunque una messa in opera con l'espansione cittadina successiva il terremoto del 1930.

### Ottocento e l'Unità d'Italia[26]

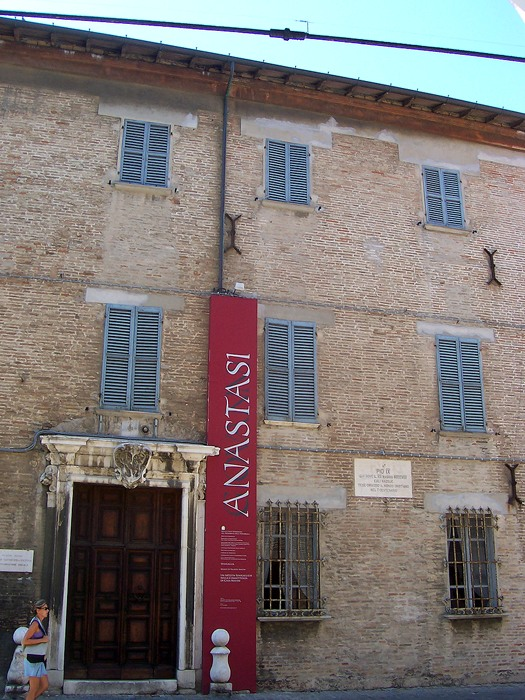
La casa natale di Papa Pio IX

Gli anni tra Settecento e Ottocento videro il dominio napoleonico in Italia e la successiva restaurazione del potere papale, ma videro pure la nascita del rampollo della nobile famiglia locale Mastai Ferretti, il giovane Giovanni Maria che passò alla storia come papa Pio IX, Beato dal 3 settembre 2000, e ultimo papa re dello Stato Pontificio. Salito al soglio pontificio nel 1846, il suo pontificato duro' ben 32 anni e fu il più lungo della storia dopo quello che tradizionalmente viene riconosciuto a Pietro apostolo.
Proprio negli anni tra Settecento e Ottocento ha inizio la crisi della "Fiera franca", causata da molteplici fattori: lo spostamento sempre maggiore dei principali commerci nell'Atlantico, con conseguente notevole calo dell'interscambio (fu anche operante il blocco continentale economico istituito da Napoleone per "sconfiggere" economicamente l'Impero britannico), il passaggio di epidemie ed il continuo progressivo interramento dell'alveo fluviale.
Per rendersi conto di quanto quest'ultimo incidesse, basti pensare che al tempo il molo era vicino all'attuale Foro Annonario, che venne realizzato proprio in quegli anni, cioè circa 500 metri dalla punta del molo attuale.
L'importanza della fiera per Senigallia e per i senigalliesi è dimostrata dalla stagione teatrale di quel tempo, che veniva fatta coincidere con il periodo fieristico per promuoverlo e "incoraggiarlo". Difatti la stagione del teatro "La Fenice" era molto nota e molti illustri artisti hanno presentato altrettanto note opere.
Con l'Unità d'Italia Senigallia (insieme a Monterado, Castel Colonna e Ripe) non venne fatta rientrare nella neoformata Provincia di Pesaro e Urbino (come la quasi totalità della Delegazione apostolica di Urbino e Pesaro di cui faceva parte) bensì nella Provincia di Ancona. Decisione meramente dettata dalla volontà politica del nuovo stato unitario di dare dignità ad un capoluogo regionale che, altrimenti, si sarebbe ritrovato con un territorio provinciale molto ristretto.
Ma per Senigallia l'unità nazionale comportò anche la perdita definitiva della Fiera Franca (ufficialmente nel 1869, ma come detto già in declino da molti anni), soppiantata dal turismo come attività economica prevalente: Senigallia fu tra le prime città a promuoversi a livello nazionale ed internazionale come luogo di svago e di riposo, approfittando della spiaggia che di lì a pochi anni verrà soprannominata spiaggia di velluto e che tuttora ne è il simbolo turistico. Particolare è il panorama dalla riva: diversamente da altre località adriatiche, con un litorale rettilineo, da Senigallia il panorama è costituito dal Golfo di Ancona.
Nel 1853 venne realizzato il primo stabilimento balneare che, di fatto, dette l'avvio alla storia turistica della città di Senigallia, a cui si associava la stagione teatrale.

### Novecento

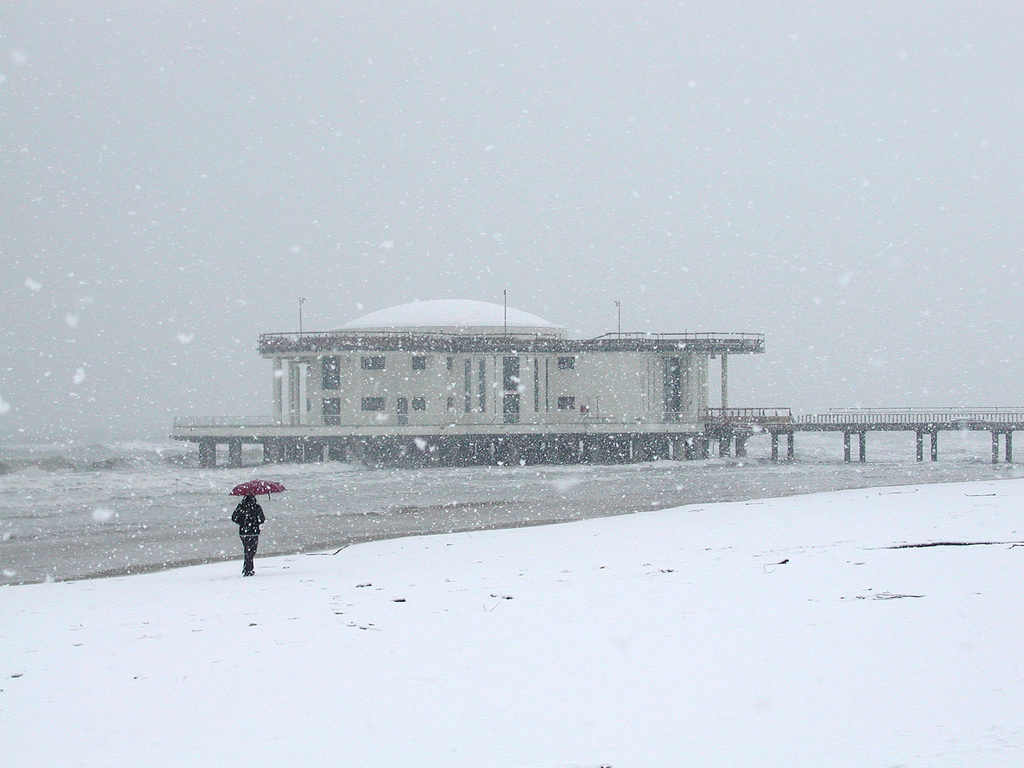
La Rotonda a Mare, ultimata nel 1933, qui fotografata nel 2005 durante una rara nevicata

A cavallo tra il XIX e XX secolo Senigallia aveva dunque già un'importante valenza turistica che incrementò negli anni successivi: simbolo di questo fenomeno (oltre all'attività del teatro "La Fenice", dotato di un palcoscenico di dimensioni simili a quello della Scala) furono lo Stabilimento Bagni (ora edificio abbandonato) e la Rotonda a Mare, un tempo palafitta posta davanti allo Stabilimento Bagni a proprio uso e riedificata nella posizione attuale in cemento armato nel 1933 dopo il terremoto del 1930.
La conferma dell'importante ruolo che la città aveva assunto in campo turistico, nel 1928 Senigallia insieme a Cortina d'Ampezzo venne riconosciuta sede della prima Azienda autonoma di soggiorno e cura d'Italia.
Nel frattempo la città continuava a svilupparsi urbanisticamente con i primi quartieri popolari fuori le mura e, segno dei tempi di pace, si decise per l'interramento del vecchio fossato esterno che ancora esisteva tutto attorno alla città e anche del canale chiamato Penna, situato là dove ora passa viale IV Novembre e che fino ad allora era servito a regolare il flusso delle alluvioni che allagavano la città: queste si erano notevolmente ridotte di numero con l'allargamento e l'arginamento del fiume come lo vediamo oggi, avvenuto tra gli anni '10 e '20 del Novecento.
Fu in questa situazione che Senigallia venne colpita da un fortissimo terremoto il 30 ottobre 1930, i cui danni furono ingenti in particolare per la città: il teatro subì gravi danni, il vecchio seminario vescovile dovette essere demolito e trasferito fuori città, un convento di monache di clausura (dove storicamente avvenne la famosa strage del duca Valentino) fu completamente demolito per fare posto all'attuale scuola elementare G. Pascoli, Porta Saffi (situata all'inizio del Corso II Giugno) fu demolita aprendo visivamente il Corso al resto della città fuori le mura. In generale tutta la città soffrì danni tali da rendere necessaria la riduzione di altezza di quasi tutti gli edifici dell'attuale centro storico e un drastico cambiamento della sua morfologia.
L'evento sismico ebbe come ulteriore conseguenza l'apertura della città all'esterno, con l'urbanizzazione dell'area a sud delle mura storiche fino alla nuova chiesa del Portone "Santa Maria della Neve", la costruzione dei quartieri popolari lungo la Strada statale 16 Adriatica e dell'attuale I.A.C.P. e in generale la costruzione di ulteriori villini nella zona fronteggiante il mare, nello stile Art Nouveau che andava di voga in quegli anni.
L'apertura della città all'esterno rese ancora più chiara la voga turistica che stava prendendo la città, e purtuttavia manteneva una zona portuale dedita alla pesca che si accompagnava al cementificio che si era sviluppato sin dalla fine del XIX secolo nella zona del porto, e che fino a tutti gli anni '70 del '900 ha rappresentato una delle principali aziende cittadine.
Gli eventi bellici della prima e seconda guerra mondiale hanno lasciato nella città fortunatamente pochi segni: i fori di proiettile che si trovano al Foro Annonario, la demolizione e ricostruzione dei principali ponti cittadini. Nel 1943-44 Senigallia fu sede, presso i locali della Colonia marina UNES, di uno di campi di concentramento della Repubblica Sociale Italiana destinato a ospitare gli ebrei arrestati nella provincia di Ancona. Vi passarono 20-30 ebrei trasferiti a Fossoli nel maggio 1944 e di lì deportati ad Auschwitz. Gli altri detenuti furono liberati dai partigiani nel giugno 1944. L'edificio è stato demolito nel 2009.
Nel secondo dopoguerra la città attraversò un forte periodo di crescita, e segnale della ripresa fu di nuovo il turismo.
Fu per facilitare ed incentivare la funzione turistica che la città si dotò di Piano Regolatore, tra le prime città marchigiane, che tra l'altro stabilì la vicinanza dell'autostrada alla città (per permettere la vista sul mare agli attraversatori, si disse). Ancora per tutti gli anni cinquanta e sessanta Senigallia rivaleggiava con Rimini come principale centro balneare nazionale, cui si associava la stagione motoristica e di spettacoli.
La città nel frattempo continuava la sua espansione verso nord e verso sud, seguendo la linea di costa, e verso l'entroterra fino a superare la linea dell'Autostrada.

### Il nuovo millennio
Gli ultimi anni hanno visto eventi "urbanisticamente storici" per la città: l'ingrandimento del porto turistico verso il mare e la sua definitiva separazione dall'alveo fluviale che, fin dalla fondazione della città, ne era stato "il porto", e la demolizione dell'immenso complesso di edifici che costituivano l'ormai l'ex cementificio della Italcementi, sempre nella zona del porto cittadino.

### Simboli
Lo stemma e il gonfalone di Senigallia sono stati concessi con decreto del presidente della Repubblica dell'8 giugno 1992.
Il gonfalone è un drappo partito di rosso e di azzurro.
Simbolo di Senigallia è un pino marittimo con i frutti d'oro, segno della laboriosità della cittadinanza, sostenuto da due leopardi, a simboleggiare gli amministratori eletti dai cittadini per custodire e difendere il bene comune; la catena che li lega all'albero rappresenta l'attaccamento al bene della città ma anche l'accettazione degli oneri che comporta la sua amministrazione.
In uno stemma precedentemente in uso lo sfondo era di rosso vermiglio.

## Monumenti e luoghi d'interesse

### Architetture religiose
- Cattedrale di San Pietro apostolo
- Chiesa della Croce

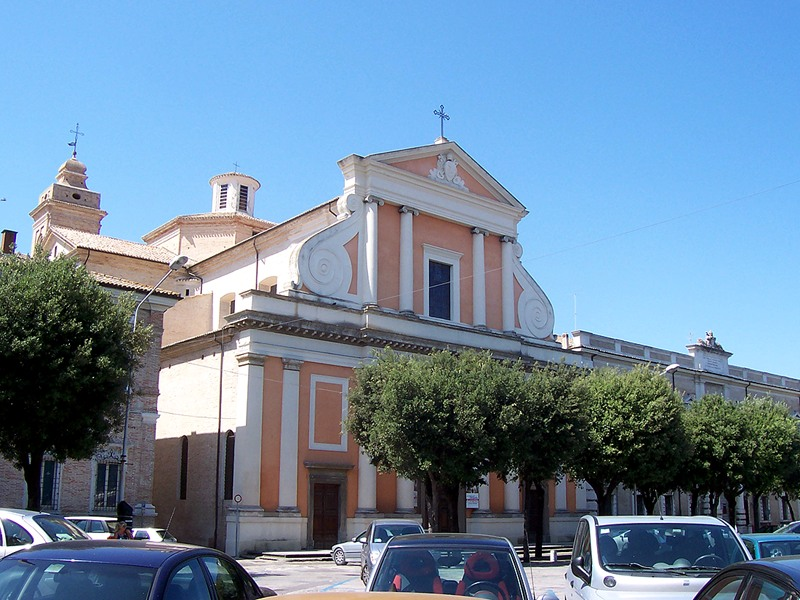
La Cattedrale di San Pietro apostolo con la piazza Giuseppe Garibaldi prima del rifacimento.

- Chiesa di Santa Maria delle Grazie
- Chiesa della Maddalena
- Chiesa dell'Immacolata
- Chiesa di San Martino
- Chiesa della Madonna del Carmelo e di San Biagio Vescovo e Martire
- Chiesa di Santa Maria del Ponte al Porto
- Chiesa della Madonna della Misericordia, detta anche Chiesa Bedini
- Chiesa di Sant'Angelo nella frazione omonima, che custodisce all'interno una pala di Giovanni Baglione con la Madonna col Bambino e Santi, firmata e datata in modo non completamente leggibile, 1604 o 1614 (con una preferenza per quest'ultima datazione).[35]
- Chiesa della Madonna del Buon Consiglio (Cesano)
- Chiesa del Buon Pastore (Cesanella)
- Seminario

### Architetture civili
- Foro Annonario
- Palazzo Ducale
- Palazzo Mastai - Museo Pio IX
- Palazzo Monti Malvezzi
- Palazzo Vescovile
- Palazzetto Baviera

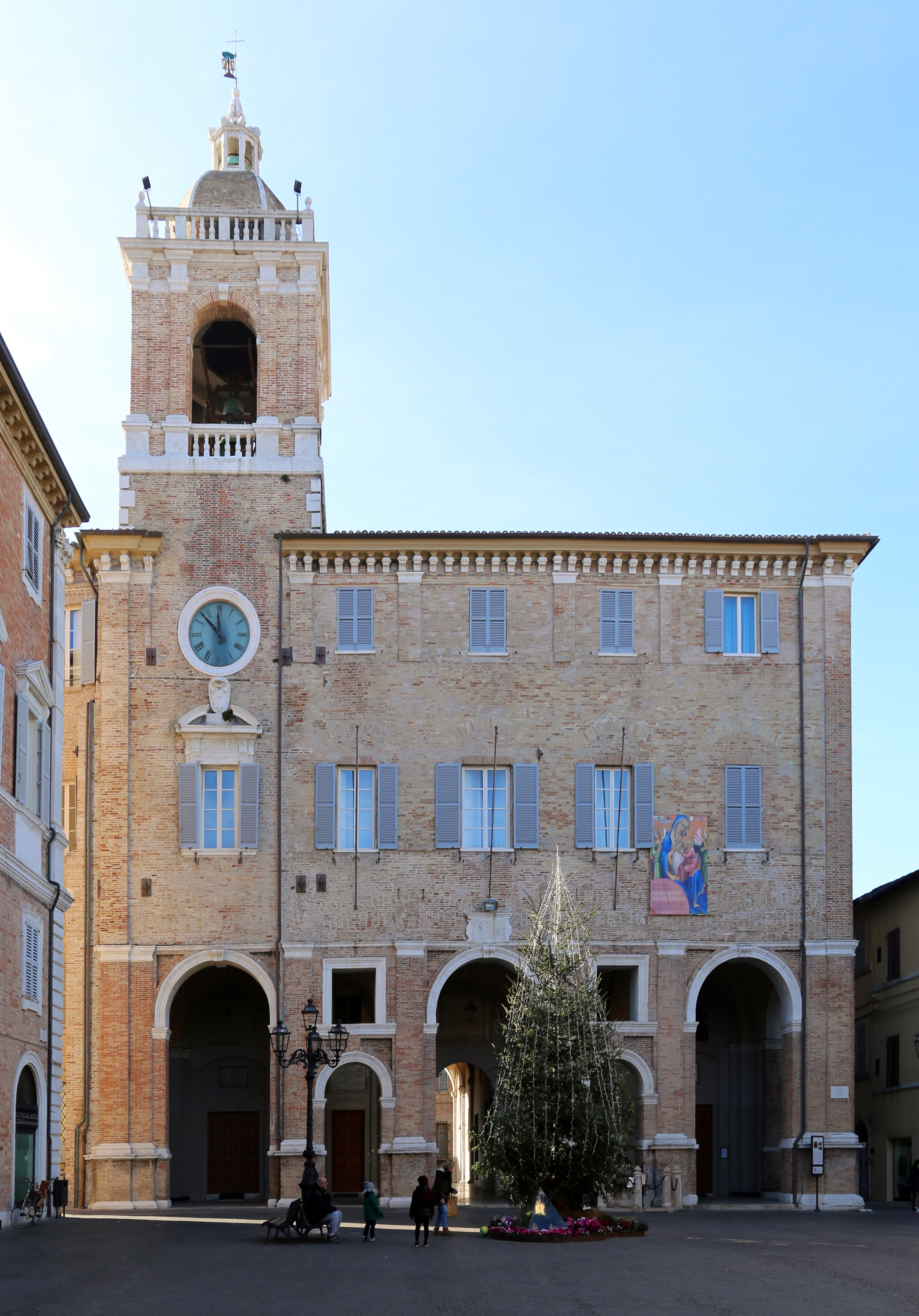
Il Palazzo del Governo, oggi sede degli uffici comunali, e la Fontana del Nettuno in Piazza Roma

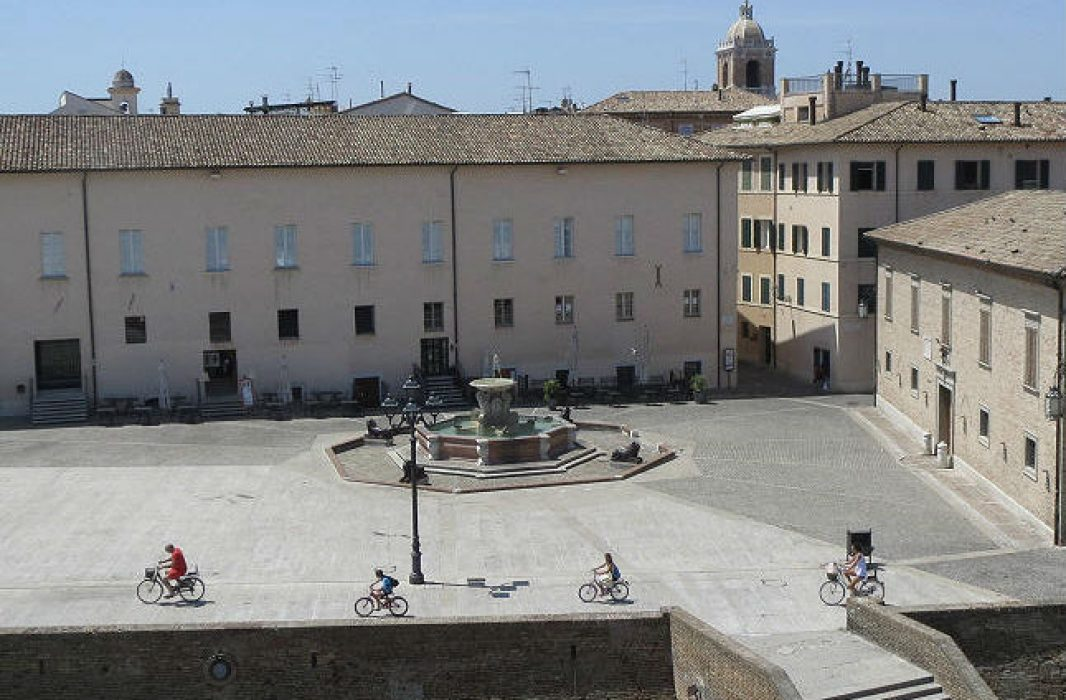
Palazzo Ducale e piazza del Duca

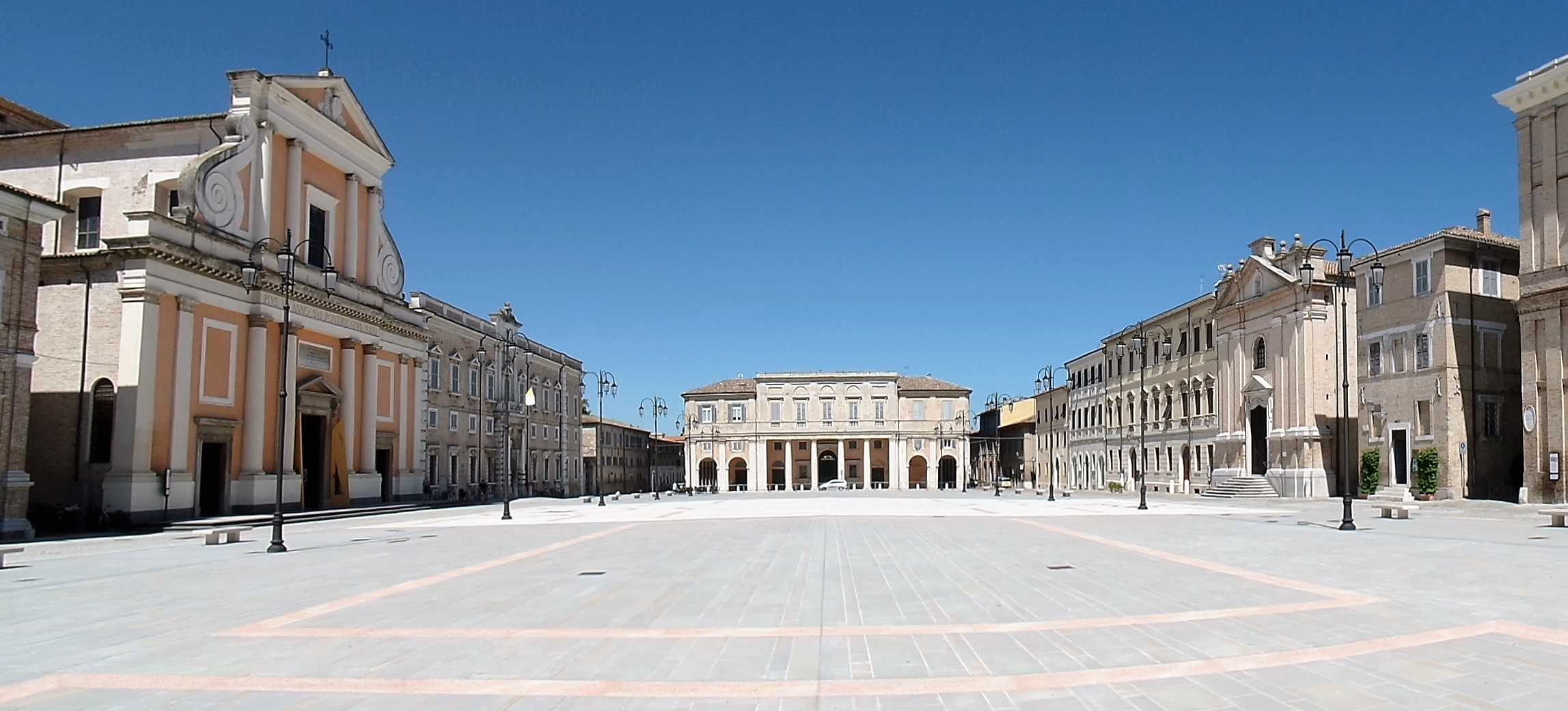
Nuova Piazza del Duomo-Garibaldi

- Piazza Roma, con il Palazzo del Governo e la Fontana del Nettuno
- Piazza Garibaldi, fulcro dell'ampliamento urbano voluto da Papa Benedetto XIV a metà del XVIII secolo
- Piazza del Duca e la Fontana delle Anatre
- Portici Ercolani
- Rotonda a Mare
- Villa Mastai de Bellegarde

### Architetture militari
- Rocca di Senigallia
- Cinta muraria di Senigallia

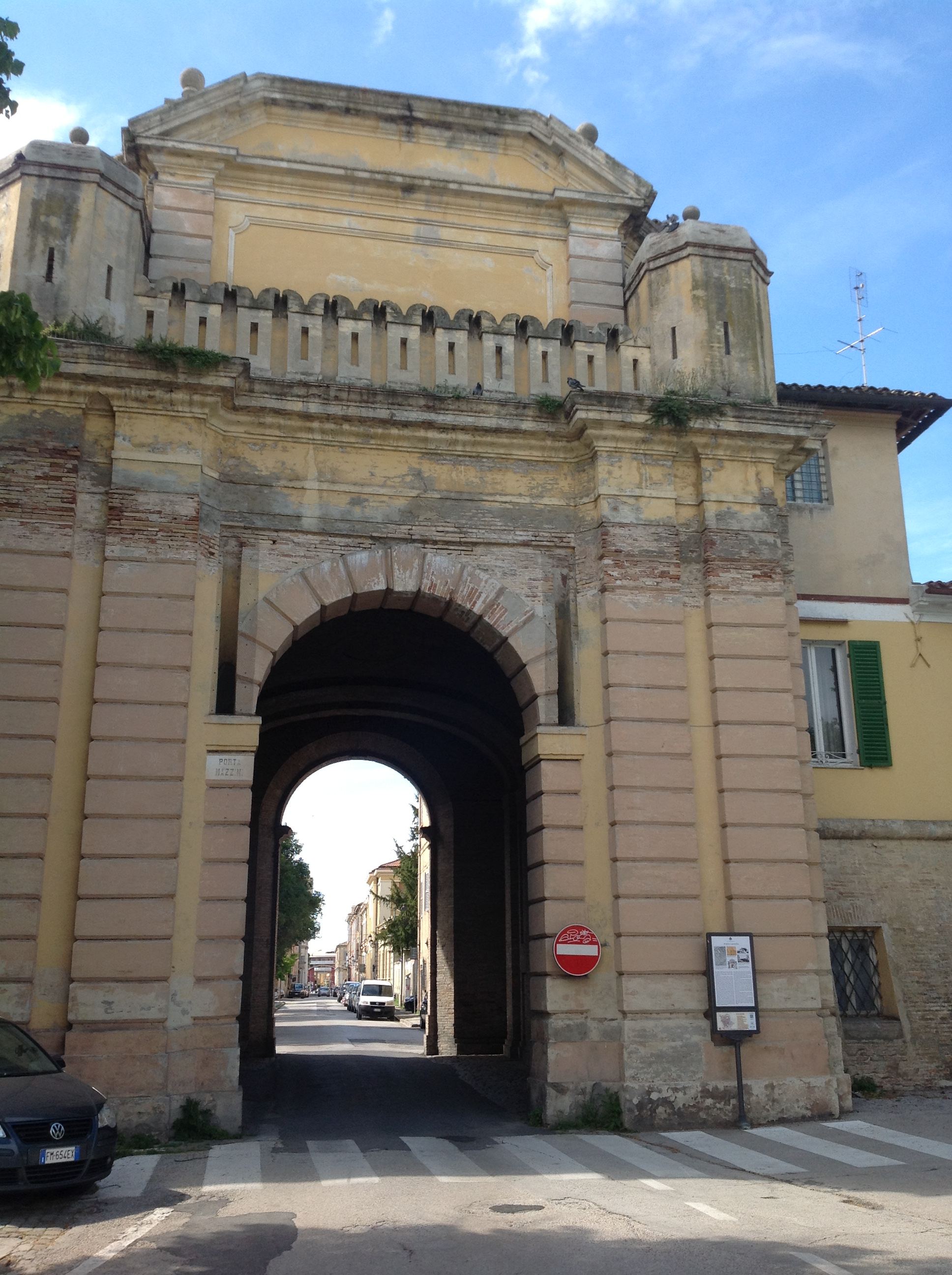
Porta Mazzini

  - Porta Lambertina (chiamata anche Porta Fano dai senigalliesi)
  - Porta Mazzini (chiamata anche Porta Maddalena dai senigalliesi)

### Altro

#### La camminata sotto i portici

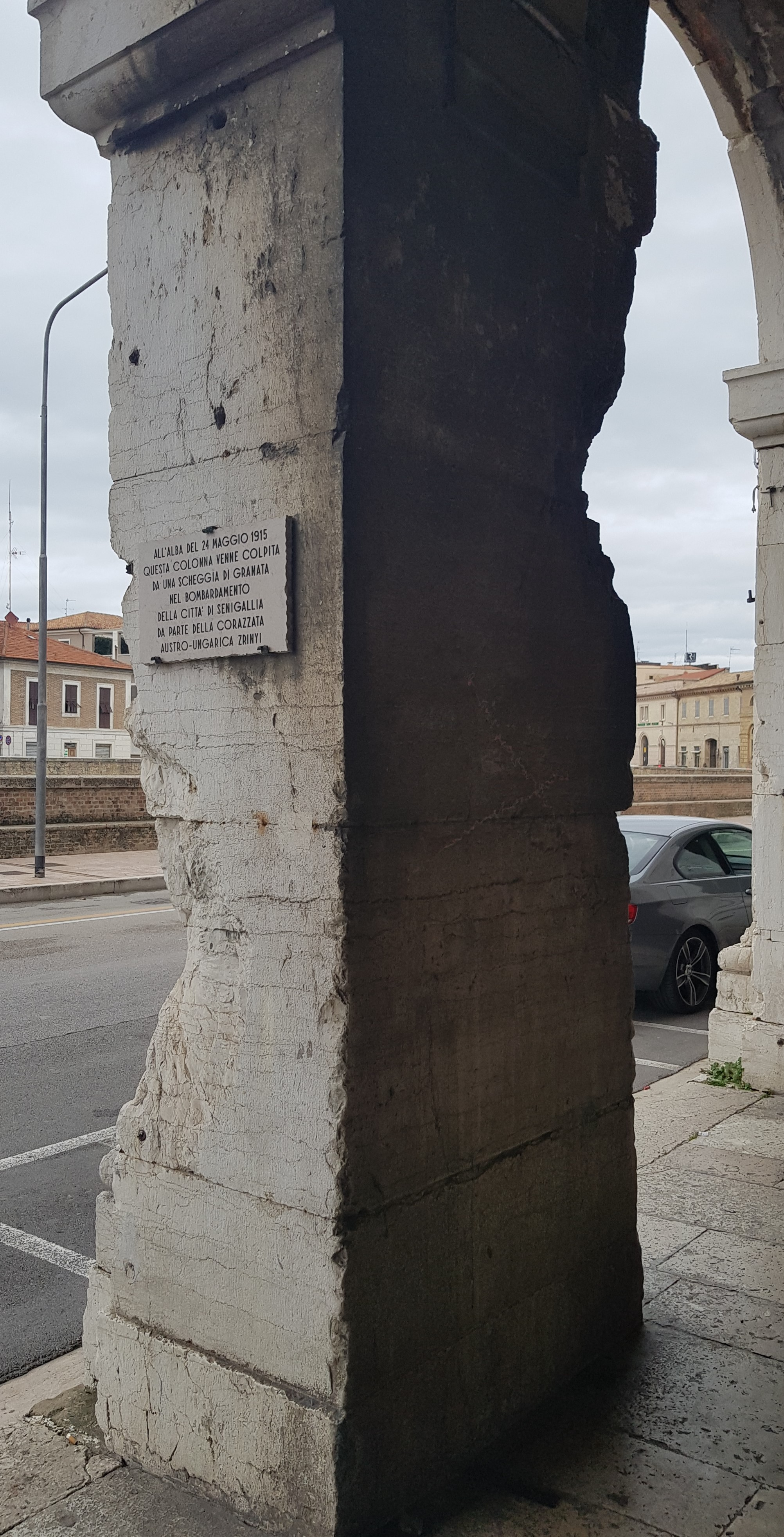
Singolo pilastro colpito tra i tanti ben due volte (destra e sinistra) in guerre di due epoche diverse

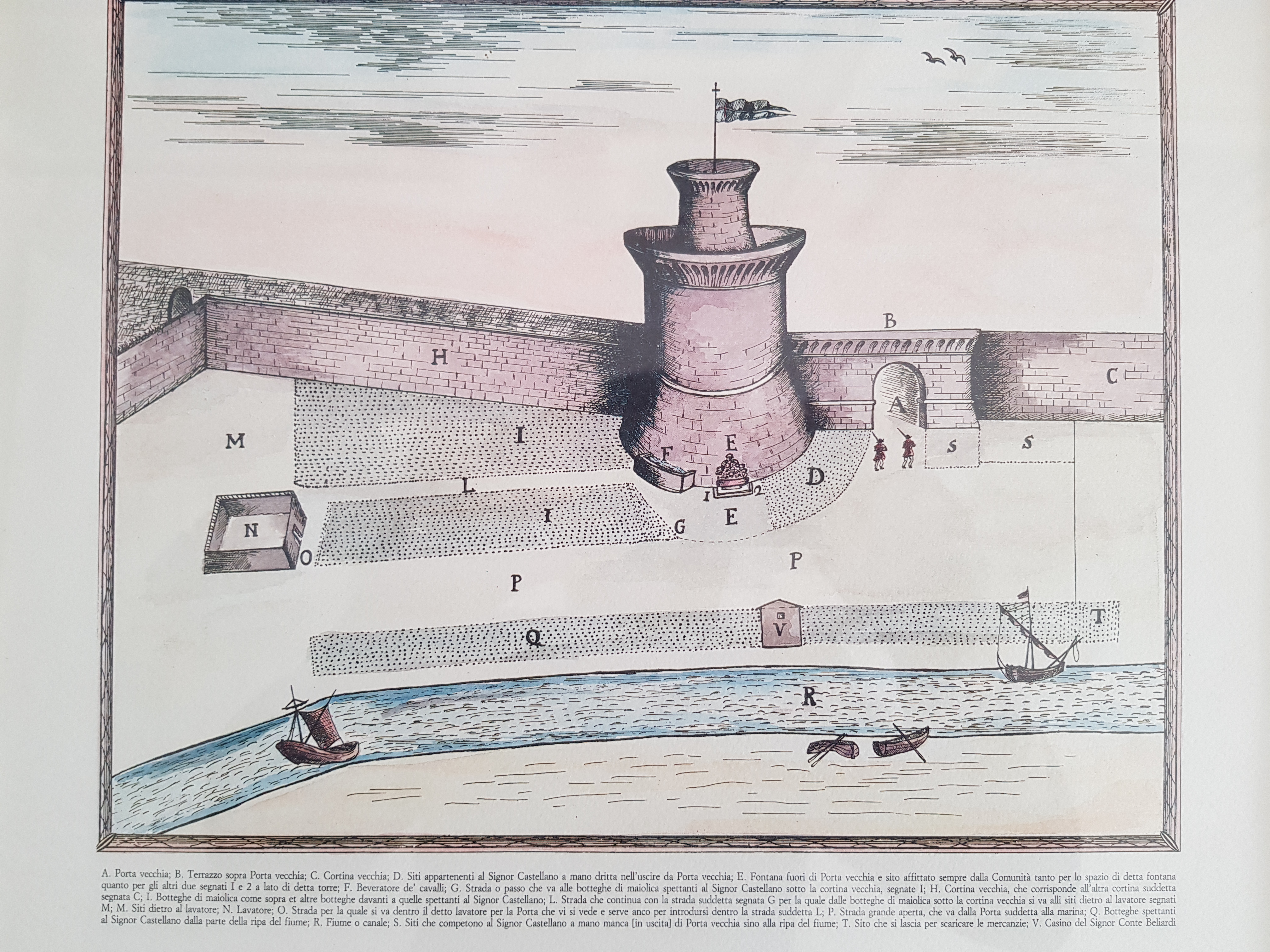
Immagine del torrione Isotteo con a fianco una delle antiche porte di ingresso alla città

Il lungofiume cittadino è costituito da 6 edifici porticati realizzati in due momenti diversi nel '700, quando si decise di ampliare la città demolendo il tratto di mura fronteggianti quella riva. I primi tre realizzati furono quelli a partire dal mare. Facendo attenzione si nota come l'undicesimo pilastro del terzo porticato sembri "posticcio". Questo perché il primo ampliamento si fermò lì, poi successivamente si allungarono ulteriormente il porticato e l'edificio, conformando quel pilastro a tutti gli altri. Sono presenti anche delle incisioni sulla pietra bianca d'Istria in ringraziamento al Papa Pio VII. 
Chi passeggia sotto i portici inoltre noterà che la pavimentazione e la prima cornice marcapiano del primo portico venendo dal mare presenta una sorta di "rigonfiamento" circa a metà. In quel tratto era presente una delle vecchie porte d'accesso alla città, al cui fianco si trovava un vecchio torrione detto "Isotteo". I due vennero completamente demoliti lasciandone solo le fondazioni su cui si intestò il nuovo edificio porticato. A seguito del sisma del 1930, che ebbe anche andamento sussultorio, le fondamenta del torrione "spinsero" l'edificio soprastante. Lo si nota in particolare guardando dall'esterno l'edificio: mentre le cornici superiori che vennero rifatte assieme al tetto sono perfettamente orizzontali, le altre ed il basamento del porticato hanno appunto il rigonfiamento a circa metà del porticato.
Il primo porticato, per la sua posizione direttamente esposta al mare e senza alti edifici a fronteggiarlo, venne colpito varie volte da cannoneggiamenti dal mare. Coincidenza volle che tra i tanti ad essere colpito in varie occasioni fu sempre lo stesso pilastro: una prima volta nel 1799 (periodo napoleonico) e di nuovo nel 1915 all'inizio della Prima Guerra Mondiale ad opera delle navi austriache. Due targhe commemorative poste su quel pilastro, ancora oggi visibilmente scheggiato, ricordano quegli eventi.
L'ultimo edificio sul lungofiume, di proprietà della Curia, stranamente non presenta alcun porticato seppure inizialmente previsto nel progetto di ampliamento urbano. Questo accadde perché non era ancora chiaro chi e se avrebbe mai costruito l'edificio che separa l'attuale Piazza del Duomo dal fiume e se avrebbe realizzato anche lì il porticato previsto dal progetto generale, come poi effettivamente avvenne. Quindi la Curia, non volendo realizzare un portico che rimanesse isolato e staccato dagli altri "come se fosse un pulcino che cerca di inseguire la sua chioccia", optò per una più semplice edificazione senza nulla.

#### I segni di Pio IX in città
Senigallia ha dato i natali a Giovanni Maria Mastai Ferretti noto come Papa Pio IX. In città si trova ancora il palazzo nobiliare della sua famiglia, oggi riproposto come doveva essere al tempo e sede museale e di una biblioteca. Inoltre durante i restauri dell'edificio chiamato Foro Annonario sono state rinvenute e conservate su una parete dell'emiciclo destro, sotto il porticato, alcune scritte "Viva Pio IX!" probabilmente fatte nel primo periodo dopo la acclamazione al titolo papale nel 1846. Per sua decisione venne realizzato lo Stabilimento Pio (Ora "Opera Pia Mastai Ferretti") per l'assistenza alle persone bisognose della sua città natale, donandogli anche il possesso di terreni: attualmente ospita una casa di riposo per anziani che funziona anche grazie ai proventi della azienda agricola che ne gestisce i terreni.

### Siti archeologici
- Area archeologica la Fenice

## Società

### Evoluzione demografica
Abitanti censiti

### Etnie e minoranze straniere
Secondo i dati ISTAT al 31 dicembre 2023 la popolazione straniera era di 2 970 persone, pari al 6,75% della popolazione.

### Lingue e dialetti
pog' da long da piazza d' l'erb, 'n magazin' all'ingross 'd frutta e v'rdura. 'L padron s' cunusceva, e s' risp'ttava p'rchè era 'n umon e spess' sgaggiava ma chi tra l' cass' giva a tanton. Davanti all'ingross c'era anch' 'l banchett' d'la Maggiurina sa 'n umbr'llon e ‘na stesa d’ frutta sopra 'n carett. Lia c'era da 'n pezz e piava [...]»
(Franco Patonico, Poesie)
Il dialetto di Senigallia (e dei comuni limitrofi come Monterado, Castel Colonna, Ripe e Montemarciano) differisce dagli altri della provincia di Ancona: possiede, infatti, caratteristiche che lo riconducono ai dialetti di tipo gallo-piceno parlati nella vicina provincia di Pesaro e Urbino.

## Cultura

### Istruzione

#### Biblioteche
Nella città sono presenti quattro biblioteche: la biblioteca comunale Antonelliana (la più grande e importante), la biblioteca del Seminario vescovile, la biblioteca diocesana "Mastai Ferretti" (con un ricco patrimonio di storia locale dell'intera Diocesi senigalliese) e la biblioteca "Luca Orciari", quest'ultima unica a non essere nel centro storico ma in periferia, infatti ha sede nella frazione "Marzocca".

#### Scuole
Nella città si trovano 3 asili nido, 11 scuole dell'infanzia, 3 scuole secondarie di primo grado e 8 di secondo grado (un liceo classico, uno scientifico, un socio-psicopedagogico, un linguistico, un istituto tecnico per geometri, uno commerciale, uno per il turismo e un istituto professionale per l'industria e l'artigianato).

#### Musei

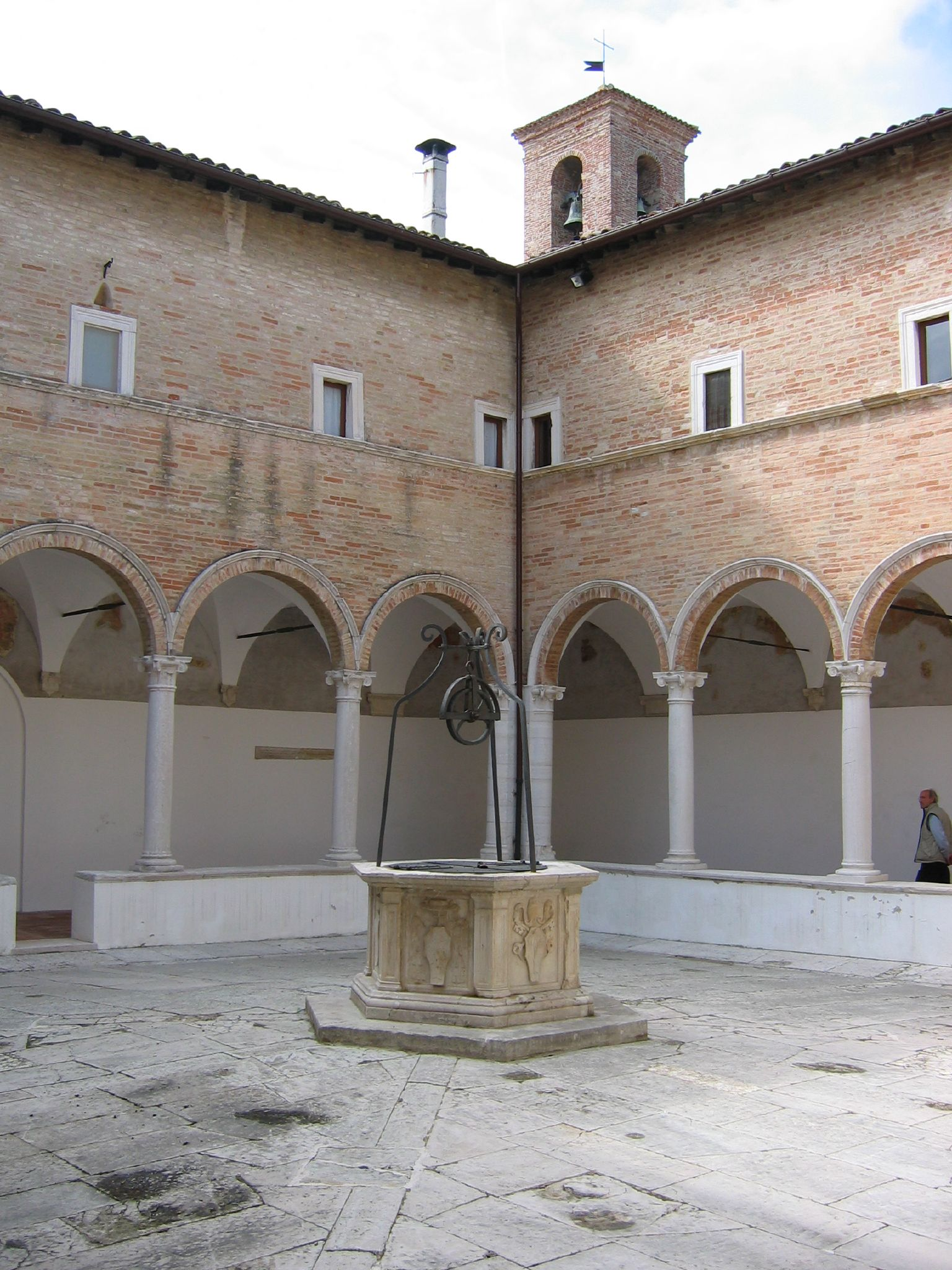
Il museo di storia della mezzadria "Sergio Anselmi", nel chiostro delle Grazie

- Museo d'arte moderna, dell'informazione e della fotografia
- Museo di storia della mezzadria "Sergio Anselmi"
- Palazzo Mastai - Museo Pio IX. La famiglia Mastai vi abitò fino ai primi anni del XX secolo, e qui nacque Pio IX. Il salone di fine '600 è decorato con tele, cassapanche dipinte e preziosi arredi d'epoca, ai quali si aggiungono cimeli familiari e personali del papa.
- Pinacoteca diocesana di arte sacra. Aperta dal 16 maggio 1992, la pinacoteca ospita numerosi esempi di arte sacra datati dal Cinquecento all'Ottocento. Il quadro più importante è La Madonna del Rosario e San Domenico di Federico Barocci, ma vi si trovano anche opere di Andrea Lilli, Ercole Ramazzani, Giovanni Anastasi e Lucia Canalini Torelli.
- Museo del giocattolo antico. Conserva la collezione Turchi Schiavoni.

### Media
In città sono nate e sviluppate due delle prime riviste gratuite online d'Italia, rispettivamente Vivere Senigallia e Senigallia Notizie.

#### Radio
Radio Velluto Senigallia trasmette sulla frequenza 99,600 MHz e si può ascoltare nella provincia nord di Ancona e parte della provincia di Pesaro e Urbino (fino a Fano). Radio Velluto trasmette ogni 30 minuti informazione su tutto il territorio regionale.
C'è poi la radio diocesana, Radio Duomo Senigallia in Blu (95.200 MHz) che copre l'intero territorio della provincia di Ancona, con copertura di parte di quella pesarese. La radio trasmette in diretta gli eventi più importanti del territorio, il consiglio comunale e le trasferte della Goldengas basket. Oltre a trasmissioni autoprodotte, dedicate soprattutto alla vita sociale e culturale del territorio, trasmette programmi del circuito nazionale In Blu.
Nella città di Senigallia è attivo ed opera un nutrito gruppo di Radioamatori e da diversi lustri è presente una sezione dell'Associazione Radioamatori Italiani (ARI); nel 2011 si sono infatti celebrati i primi 60 anni di attività.

### Teatro
In città è situato, nel centro storico, il teatro La Fenice. Sorto nel 1830, acquistò l'attuale denominazione quando venne ricostruito dopo che nel 1838 un incendio lo distrusse completamente. Le dimensioni del palco erano paragonabili a quelle dell'omonimo e più illustre teatro veneziano.
Inutilizzato da dopo il terremoto del 1930, è stato completamente ricostruito alla fine del XX secolo.
Il Teatro Fatati è uno dei più piccoli Teatri delle Marche. Dedicato alla famiglia nobile anconetana Fatati in ricordo dell'ultima esponente Luisa vissuta nel secolo scorso di cui il Museo conserva importanti cimeli, il piccolo Teatro è situato nelle scuderie dell'antico palazzo settecentesco Monti Malvezzi, Il Teatro si trova all'interno del Museo del Giocattolo Antico collezione Turchi Schiavoni. Nota storica: qui nel 1728 fu allestito il primo teatrino privato cittadino dalla famiglia Monti. Numerosi artisti di fama internazionale hanno suonato al Teatro Fatati tra i tanti il clavicembalista Ennio Cominetti e i chitarristi Dodi Battaglia Maurizio Di Fulvio Giuseppe Continenza Josep Manzano.

### Cucina
Associato alla città è il "brodetto alla senigalliese", la cui ricetta implica la cottura a fuoco lento di 13 diversi tipi di pesce con del soffritto di cipolla, pomodoro e aceto.
Diffuso è anche l'olio Raggia e il salame di frattula (prodotto nelle frazioni di Scapezzano e Roncitelli).
I vini prodotti nelle colline prospicienti la città sono il Verdicchio DOC e DOCG, il Bianchello del Metauro e la Lacrima di Morro d'Alba.
A Senigallia si sono formati ed hanno aperto ristoranti stellati Guida Michelin gli chef Moreno Cedroni e Mauro Uliassi.

### Eventi

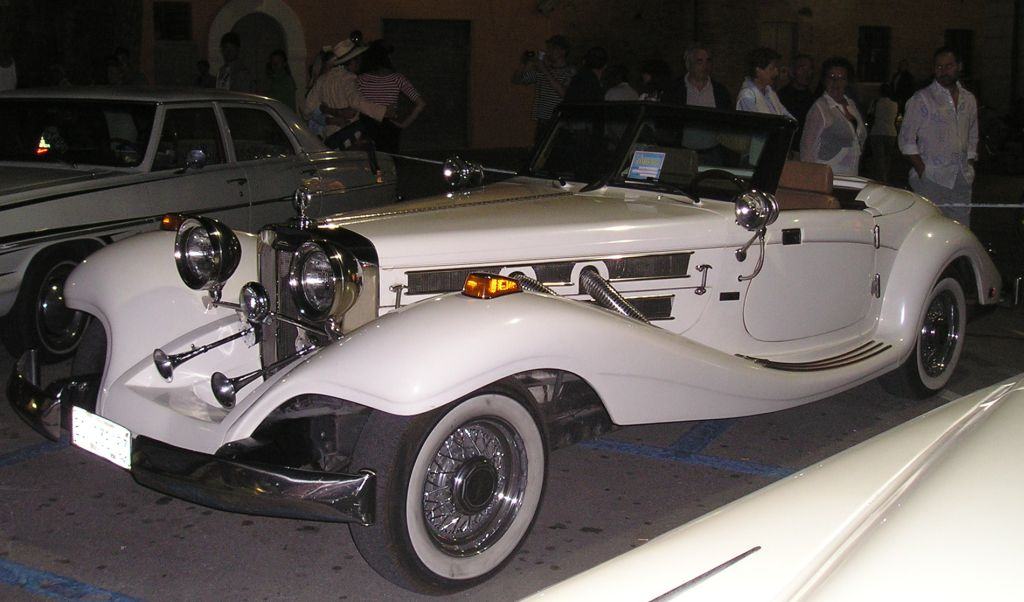
Una delle auto d'epoca esposte in piazza Simoncelli in occasione del Summer Jamboree del 2005

#### Del passato
- Dal 1928 al 1957 Senigallia fu sede di uno dei più importante circuito di automobili e moto a livello europeo: il "Circuito Automobilistico dell’Adriatico". Tutti i più grandi campioni presero parte a questa manifestazione sportiva, che nel 2020 è stata celebrata con il film documentario "Gli anni folli della velocità" prodotto e scritto da Gabriele Ogiva con la consulenza storica di Elena Turchi.
- Nel 1973 Senigallia fu sede di una puntata di Giochi senza frontiere[42].
- Il 30 aprile e il 1º maggio 2011 si è svolto il IX Campionato italiano a squadre di società di tiro con l'arco al Foro Annonario[43].
- Il 19 e 20 ottobre 2013 si è svolto l'International Self Publishing Festival presso il foro Annonario.[44]
- Dal 6 al 9 giugno 2024 Senigallia ha ospitato l'evento annuale European HOG Rally permettendo a numerosi appassionati di riunirsi nella tappa italiana del 2024. L'evento ha così permesso di ospitare quasi 100 mila turisti immersi in eventi musicali come la band Marky Ramone’s Blitzkrieg ospitata dall'emittente radiofonica Virgin Radio.

#### In corso
- Dal 21 giugno 2002 Senigallia celebra la Festa della musica.
- Dal 2011 ha luogo nel Senigalliese il festival XMasters, si svolge ogni anno nel mese di luglio, per una durata di 10 giorni circa ed è basato su sport estremi e musica in riva al mare.
- Dal 2014 il Centro Teatrale Senigalliese organizza il Bacajà! Festival Internazionale del Teatro Popolare.
- Dal giugno 2006 al 2020 Senigallia ha ospitato il CaterRaduno, l'annuale incontro degli ascoltatori di Caterpillar, la popolare trasmissione radiofonica di Rai Radio 2 condotta da Massimo Cirri e Filippo Solibello. Una settimana di dirette radiofoniche dalla "Spiaggia di velluto" con numerosi appuntamenti musicali e teatrali.
- "La notte della Rotonda" è il nome dato alla notte bianca senigalliese, celebrata solitamente a metà luglio per ricordare la riapertura della Rotonda a Mare avvenuta nel 2006. Gli spettacoli, diretti finora da Valerio Festi, prevedono fuochi d'artificio, musica e spettacoli vari.[45]
- Il trentaduesimo Festival Giovanile Internazionale si è svolto a Senigallia dal 19 al 25 marzo 2008.
- Ospita tradizionalmente la finale nazionale delle Olimpiadi della fisica.[46]
- Dopo il superamento del CaterRaduno, Senigallia dal 2022 ha iniziato una collaborazione con l'emittente radiofonica RDS per portare in città l'evento estivo "RDS Summer Festival", permettendo ai cittadini e turisti di vedere i propri cantanti preferiti dal vivo. Tra le tre edizioni è possibile notare la cantante Annalisa, Giorgia (2023) e Baby K e il gruppo elettronico Eiffel 65 (2024).
- Il Summer Jamboree, il festival internazionale della musica e della cultura anni cinquanta, si svolge ogni anno ad agosto e dura una settimana.
- La fiera di Senigallia, detta anche fiera di Sant'Agostino, è ospitata dalla città ogni anno dal 28 al 30 di agosto.
- L'evento Fosforo: la festa della scienza. Con giochi e percorsi didattici alla scoperta della scienza, per bambini e non solo.
- Pane Nostrum, festa internazionale del pane, si svolge ogni anno a settembre.

### Pittura
Presso il monastero detto delle Grazie, per secoli fu tenuto il celebre dipinto "la Madonna di Senigallia" di Piero della Francesca, uno dei principali capolavori del Rinascimento italiano, fino al suo definitivo trasferimento al museo del Palazzo Ducale (Urbino) nel 1917. Una copia dell'opera si trova ancora all'interno della chiesa, che però non è al momento visitabile.

### Letteratura
- Dante Alighieri, Paradiso, XVI, 73 – 75: "Se tu riguardi Luni ed Urbisaglia/ come son ite, e come se ne vanno/ Diretro ad esse Chiusi e Sinigaglia/ udir come le schiatte si disfanno/ non ti parrà nova cosa né forte,/ poscia che le cittadi termine hanno.";
- Giovanni Boccaccio, Decameron, giornata VIII, novella IV: "... che pareva che non a Fiesole ma a Sinigaglia avesse fatta la state";
- Niccolò Machiavelli, Descrizione del modo tenuto dal Duca Valentino nello ammazzare Vitellozzo Vitelli, Oliverotto da Fermo, e Signor Pagolo e il Duca di Gravina Orsini (1503)[47];
- Michel de Montaigne, nel suo "Giornale di viaggio in Italia"[48] del 1581, descrive

C'è un bel porto poiché un fiume che scende dai monti la lambisce da un lato. L'usano come canale, munito e rivestito, sia da una parte che dall'altra, di grossi pali; i battelli ancorano in quello spazio; l'ingresso è chiuso.
Anticamente la si chiamava Senogalia, dai nostri antenati che vi si installarono dopo che furono vinti da Camillo. È, ora, sotto l'autorità del duca di Urbino. Io mi ci trovai molto bene.»
(Michael De Montaigne)
- Giosuè Carducci, Il canto dell'amore, in Giambi ed Epodi, libro II, Bologna, 1882: "... Che m'importa di preti e di tiranni?/ ei son più vecchi de' lor vecchi dei./ La maledissi al papa or son dieci anni/, oggi col papa mi concilierei./ Povero vecchio, chi sa non l'assaglia/ una deserta volontà di amare!/ Forse ci ripensa la sua Sinigaglia/ sì bella a specchio dell'adriaco mare./ Aprite il Vaticano. Io piglio a braccio/ quel di sé stesso amico prigionier./ Vieni: alla libertà brìndisi io faccio:/ cittadino Mastai, bevi un bicchier.".

## Geografia antropica

### Frazioni
- Bettolelle
- Borgo Bicchia
- Borgo Catena
- Borgo Coltellone
- Borgo Passera

- Brugnetto
- Cannella
- Castellaro
- Cesanella

- Cesano
- Ciarnin
- Filetto
- Gabriella

- Grottino
- Mandriola
- Marzocca
- Montignano

- Roncitelli
- Sant'Angelo
- San Silvestro
- Scapezzano

- Vallone

- Villa Torlonia

## Economia
Tra le principali risorse vi è il settore turistico legato all'attività balneare, il comune dal 1997 si fregia ininterrottamente della Bandiera Blu, riconoscimento conferito dalla FEE alle migliori città costiere europee. Senigallia negli anni recenti si è imposta come località più visitata della regione Marche.

## Infrastrutture e trasporti

### Strade
Nella città nella zona tra Borgo Mulino e Borgo Bicchia c'è un'uscita dell'autostrada A14 che dista pochi km dal centro di Senigallia.
La strada statale 16 Adriatica passa nella parte est della città, affiancando per buona parte del percorso la ferrovia. Verso nord collega la città a Fano, verso sud ad Ancona; la strada provinciale 360 si dirama verso ovest, raggiungendo le città di Ripe e Ostra. La provinciale corinaldese, che si dirama anch'essa verso ovest, raggiunge la cittadina di Corinaldo.

### Pista ciclabile
Sul lungomare esistono già dei tratti di pista ciclabile facenti parte della costruenda Ciclovia Adriatica che, una volta completata, collegherà tutte le località della costa adriatica.

### Ferrovie
La stazione di Senigallia si sviluppa su tre binari. Un sottopassaggio pedonale ne permette l'accesso sia dal lato mare che dal lato città.
La linea che la percorre è la Bologna-Ancona.

### Porti

Porto canale negli anni '30

Il porto di Senigallia è costituito dalla foce del fiume Misa prolungata da due moli: la diga di ponente e la diga di levante. Sulla sponda ovest del canale, lungo 595 m e largo 24 m, a circa 350 m dall'imboccatura, si trova l'entrata a tre darsene collegate tra loro da canalette: la prima larga 15 m e lunga 67 m; la seconda larga 16 m e lunga 55 m, e la terza lunga 54 m e larga 12 m.
Attualmente il porto è in stato quasi definitivo di ampliamento del molo di ponente e di ristrutturazione.
Caratteristica anche la "Penelope", statua realizzata dallo scultore Gianni Guerra nel 2004. Per qualche tempo c'è stata la consuetudine per i giovani innamorati di mettere un lucchetto sulla statua e gettare le chiavi in mare.

### Mobilità urbana
A Senigallia è attivo un servizio di autobus che serve tutti i quartieri della città e le maggiori frazioni collegandole con la ferrovia e il centro storico, oltre che con Ancona.
I taxi sono disponibili 24 ore su 24 e dal 2007 è attivo un servizio, gestito dal comune, di bike sharing.

## Amministrazione

Il gonfalone comunale

Elenco dei sindaci di Senigallia dal 1987.
| Periodo           | Periodo          | Primo cittadino      | Partito                          | Carica                  | Note   |
| ----------------- | ---------------- | -------------------- | -------------------------------- | ----------------------- | ------ |
| 1964              | 1983             | Giuseppe Orciari     | PSI                              | Sindaco                 |        |
| 21 settembre 1987 | 10 agosto 1990   | Primo Gazzetti       | PSI                              | Sindaco                 | [ 52 ] |
| 10 agosto 1990    | 13 agosto 1994   | Graziano Mariani     | PCI e PDS                        | Sindaco                 | [ 52 ] |
| 5 dicembre 1994   | 14 dicembre 1998 | Graziano Mariani     | PDS                              | Sindaco                 | [ 53 ] |
| 14 dicembre 1998  | 27 novembre 1999 | Fabrizio Marcantoni  | liste civiche di centro-destra   | Sindaco                 | [ 54 ] |
| 27 novembre 1999  | 1º maggio 2000   | Carmine Rotondi      |                                  | Commissario prefettizio |        |
| 1º maggio 2000    | 5 aprile 2005    | Luana Angeloni       | liste civiche di centro-sinistra | Sindaco                 | [ 55 ] |
| 5 aprile 2005     | 30 marzo 2010    | Luana Angeloni       | liste civiche di centro-sinistra | Sindaco                 | [ 56 ] |
| 30 marzo 2010     | 4 giugno 2015    | Maurizio Mangialardi | liste civiche di centro-sinistra | Sindaco                 | [ 57 ] |
| 4 giugno 2015     | 5 ottobre 2020   | Maurizio Mangialardi | PD                               | Sindaco                 | [ 58 ] |
| 5 ottobre 2020    | in carica        | Massimo Olivetti     | centrodestra                     | Sindaco                 |        |

### Gemellaggi
- Chester
- Lörrach
- Sens

## Sport
La principale squadra di calcio della città, con un passato tra i professionisti, è la Vigor Senigallia che partecipa al campionato di Serie D.
Altre realtà cittadine sono l'Aesse Senigallia che milita in Prima Categoria e il Real Porto che disputa la Terza Categoria.
Per quanto riguarda le frazioni del comune, l'Olimpia Marzocca gioca in Prima Categoria, il Borgo Molino in Seconda Categoria e il Real Vallone invece in Terza Categoria.
Il 2 giugno 1993 la 10ª tappa del Giro d'Italia 1993, una cronometro individuale, si è conclusa a Senigallia con la vittoria dello spagnolo Miguel Indurain.
Diffuso anche il calcio a 5 con le società Audax 1970 S. Angelo che milita nel campionato di serie B nazionale, il Ciarnin e il Valmisa Futsal militanti in serie D provinciale.
Per quanto riguarda la pallacanestro la città è rappresentata dalla Pallacanestro Senigallia che milita in Serie B.
Nel tennistavolo, ha sede in città, il club Tennistavolo Senigallia che è stato insignito della Stella d'oro al merito sportivo nel 2009.
I Senigallia Open, o Internazionali di Senigallia, o ancora Trofeo d'Argento Città di Senigallia (denominazione ufficiale), furono un torneo di tennis che si disputò a Senigallia dal 1965 al 1973 e che, a partire dal 1971, costituì una delle competizioni più importanti a livello italiano ed internazionale, essendo stato incluso nel Pepsi-Cola Grand Prix 1971.
A Senigallia vengono inoltre praticati vari sport acquatici: vela, subacquea, windsurf, kitesurfing e sci nautico.
Conosciuto è il trial 4 x 4 con la presenza di diversi club, tra i quali il Monkey Club, vincitore di alcuni titoli italiani.
Altro sport molto praticato (sia dai giovani, che da quelli più anziani) è l'atletica con la Società Atletica Senigallia.
Altre discipline praticate in città sono la camminata nordica, karate, la pallavolo, il tennis, il tiro con l'arco, il rugby, il pattinaggio in linea e le bocce.

### Impianti sportivi
Senigallia conta otto campi di calcio, l'impianto principale è lo stadio Goffredo Bianchelli inaugurato nel 2006.
La "cittadella dello sport" si trova nel quartiere delle Saline e comprende una delle due piscina comunale (l'altra è nel quartiere Molinello 2), uno skatepark, una moderna pista di pattinaggio, una pista di atletica leggera a 8 corsie con tribuna e un Palazzetto dello sport usato principalmente per la pallacanestro.
Per il tennistavolo è stato realizzato un centro olimpico.